# Nationalliga A (1994/1995)
Nationalliga A (1994/1995) – 97. edycja najwyższej piłkarskiej klasy rozgrywkowej w  Szwajcarii. Rozpoczęły się 27 lipca 1994 roku, zakończyły się natomiast 13 czerwca 1994 roku. W rozgrywkach wzięło udział dwanaście drużyn. Mistrzowski tytuł wywalczyła drużyna Grasshoppers Zurych. Królem strzelców ligi został Petyr Aleksandrow z Neuchâtel Xamax, który zdobył 24 gole.

## Drużyny
| Uczestnicy poprzedniej edycji                                                                                 | Uczestnicy poprzedniej edycji | Uczestnicy poprzedniej edycji | Uczestnicy poprzedniej edycji |
| --- | ----------------------------- | ----------------------------- | ----------------------------- |
| SER | Servette FC                   | 1                             |                               |
| GRA | Grasshopper Club Zurych       | 2                             |                               |
| SIO | FC Sion                       | 3                             |                               |
| AAR | FC Aarau                      | 4                             |                               |
| LUG | FC Lugano                     | 5                             |                               |
| YBO | BSC Young Boys                | 6                             |                               |
| LAU | FC Lausanne-Sport             | 7                             |                               |
| LUZ | FC Luzern                     | 8                             |                               |
| NEU | Neuchâtel Xamax               | 9                             |                               |
| ZUR | FC Zürich                     | 10                            |                               |
| Awans z Nationalligi B (1993/1994)                                                                            |                               |                               |                               |
| BAS | FC Basel                      | 1                             |                               |
| GAL | FC Sankt Gallen               | 2                             |                               |
| Oznaczenia: - kolumna pierwsza – skróty nazw drużyn, - kolumna trzecia – miejsce zajęte w poprzednim sezonie. |                               |                               |                               |

Po poprzednim sezonie spadły: SC Kriens i Yverdon-Sport FC.

## Sezon zasadniczy

### Tabela
| Lp. | Drużyna                 | M  | Z  | R  | P  | Bramki | Bramki | Różn. | Pkt | Uwagi              |
| --- | ----------------------- | -- | -- | -- | -- | ------ | ------ | ----- | --- | ------------------ |
| 1   | Grasshopper Club Zurych | 22 | 13 | 5  | 4  | 36     | 21     | +15   | 31  | Grupa mistrzowska  |
| 2   | FC Lugano               | 22 | 8  | 9  | 5  | 30     | 17     | +13   | 25  | Grupa mistrzowska  |
| 3   | FC Aarau                | 22 | 8  | 9  | 5  | 34     | 22     | +12   | 25  | Grupa mistrzowska  |
| 4   | Neuchâtel Xamax         | 22 | 9  | 6  | 7  | 33     | 31     | +2    | 24  | Grupa mistrzowska  |
| 5   | FC Lausanne-Sport       | 22 | 8  | 8  | 6  | 34     | 35     | −1    | 24  | Grupa mistrzowska  |
| 6   | FC Sion                 | 22 | 10 | 3  | 9  | 32     | 37     | −5    | 23  | Grupa mistrzowska  |
| 7   | FC Basel                | 22 | 6  | 8  | 8  | 18     | 15     | +3    | 20  | Grupa mistrzowska  |
| 8   | FC Luzern               | 22 | 7  | 6  | 9  | 22     | 31     | −9    | 20  | Grupa mistrzowska  |
| 9   | FC Zürich               | 22 | 4  | 11 | 7  | 23     | 27     | −4    | 19  | Grupa awans/spadek |
| 10  | Servette FC             | 22 | 6  | 6  | 10 | 26     | 31     | −5    | 18  | Grupa awans/spadek |
| 11  | FC Sankt Gallen         | 22 | 4  | 10 | 8  | 20     | 28     | −8    | 18  | Grupa awans/spadek |
| 12  | BSC Young Boys          | 22 | 6  | 5  | 11 | 24     | 37     | −13   | 17  | Grupa awans/spadek |

## Grupa mistrzowska
| Lp. | Drużyna                 | M  | Z | R | P  | Bramki | Bramki | Różn. | Pkt | Uwagi                                     |
| --- | ----------------------- | -- | - | - | -- | ------ | ------ | ----- | --- | ----------------------------------------- |
| 1   | Grasshopper Club Zurych | 14 | 9 | 3 | 2  | 25     | 13     | +12   | 21  | Liga Mistrzów UEFA • Runda kwalifikacyjna |
| 2   | FC Lugano               | 14 | 6 | 5 | 3  | 25     | 17     | +8    | 17  | Puchar UEFA • Runda kwalifikacyjna        |
| 3   | Neuchâtel Xamax         | 14 | 6 | 4 | 4  | 27     | 20     | +7    | 16  | Puchar UEFA • Runda kwalifikacyjna        |
| 4   | FC Aarau                | 14 | 5 | 4 | 5  | 17     | 16     | +1    | 14  |                                           |
| 5   | FC Luzern               | 14 | 5 | 5 | 4  | 14     | 18     | −4    | 15  |                                           |
| 6   | FC Sion                 | 14 | 5 | 2 | 7  | 24     | 25     | −1    | 12  | Puchar Zdobywców Pucharów • 1/32 finału   |
| 7   | FC Basel                | 14 | 7 | 0 | 7  | 20     | 19     | +1    | 14  |                                           |
| 8   | FC Lausanne-Sport       | 14 | 1 | 1 | 12 | 12     | 35     | −23   | 3   |                                           |

## Grupa awans/spadek
| Lp. | Drużyna          | M  | Z | R | P  | Bramki | Bramki | Różn. | Pkt | Uwagi |
| --- | ---------------- | -- | - | - | -- | ------ | ------ | ----- | --- | ----- |
| 1   | BSC Young Boys   | 14 | 7 | 3 | 4  | 22     | 14     | +8    | 17  |       |
| 2   | FC Sankt Gallen  | 14 | 5 | 6 | 3  | 20     | 13     | +7    | 16  |       |
| 3   | FC Zürich        | 14 | 5 | 6 | 3  | 19     | 16     | +3    | 16  |       |
| 4   | Servette FC      | 14 | 5 | 6 | 3  | 15     | 13     | +2    | 16  |       |
| 5   | SC Kriens        | 14 | 4 | 7 | 3  | 18     | 14     | +4    | 15  |       |
| 6   | Yverdon-Sport FC | 14 | 6 | 3 | 5  | 18     | 15     | +3    | 15  |       |
| 7   | FC Winterthur    | 14 | 3 | 7 | 4  | 13     | 13     | 0     | 13  |       |
| 8   | FC Solothurn     | 14 | 0 | 4 | 10 | 4      | 31     | −27   | 4   |       |

## Najlepsi strzelcy
24 bramki
- Petyr Aleksandrow (Neuchâtel Xamax)

21 bramek
- Néstor Subiat (Grasshopper Club Zurych)

15 bramek
- Jonathan Sogbie (FC Lausanne-Sport)

14 bramek
- Assis (FC Sion)
- Urs Güntensperger (FC Luzern)

13 bramek
- Ratinho (FC Aarau)
- José Sinval (FC Lugano)
- Lajos Détári (Neuchâtel Xamax)